# 88 Is Great
88 Is Great ist ein Kollaboalbum der beiden Rapper Albino und Mad Cap, das unter deren Projektnamen Plan 88 erschien.

## Entstehung
Sowohl Albino als auch die Hip-Hop-Gruppe Independenzia, der Mad Cap angehört, stehen bei der Plattenfirma Art 4 Real unter Vertrag. Auf diese Weise hatten sich beide Künstler kennengelernt. Bereits auf Albinos bis dahin jüngstem Soloalbum Überlebenstraining, das 2006 auf dem Label erschien, war Madcap auf den Stücken Der Geigenkracher und 88 is great Gastrapper, auf letzterem zusammen mit seinem Bandkollegen Tokin One. 88 is great sollte zugleich der Kern des gleichnamigen Albums sein, das zwei Jahre später auf den Markt kam. In diesem Lied geht es um Rechtsextremismus. Die 88 soll in diesem Zusammenhang für Hip-Hop stehen in Anspielung auf die Tatsache, dass H der achte Buchstabe des Alphabets darstellt. Dabei wird der Anspruch vertreten, die Definitionsmacht über Symbole nicht Nazis zu überlassen, da Achtundachtzig innerhalb der rechten Szene oft eine Art Code für „Heil Hitler“ darstellt.

## Aufnahmen
Die Aufnahmen fanden hauptsächlich in der HitBäckerei in Bielefeld und im Soulbrotha's Lab in Hamburg statt. Bei einzelnen Tracks wurde zudem im veganen Revolutionskämmerchen in Kiel, im Brainstream Studio in Braunschweig sowie in Tübingen gearbeitet. Bei fast allen Stücken wurden die Aufnahmen und die Mischung von Madcap übernommen.
Gastrapper auf dem Album sind Smarakt, Triebtat, Tokin One, Holger Burner, Chaoze One und Esperado; bei den drei ersteren handelt es sich um Bandkollegen von Mad Cap bei Independenzia.

## Gestaltung
Auf dem relativ komplex gehaltenen Cover ist der Hintergrund in Dunkelblau gehalten. Oben ist der Projektname „PLAN 88“ zu erkennen, darunter eine Erdkarte, bei der die Kontinente orange eingefärbt sind. Im Hintergrund ist zudem in blasser Farbgebung mehrfach der Schriftzug „hiphopisgreat“ beziehungsweise „88“ enthalten. Unten sind in Schwarz-Weiß die Silhouetten der Köpfe der beiden Rapper zu sehen, die jeweils ein Mikrophon in der Hand halten und in die entgegengesetzte Richtung blicken. Über ihnen ist ihr jeweiliger Künstlername zu sehen, zwischen ihnen ein roter, fünfzackiger Stern, der sich größtenteils im Hintergrund befindet, über dem „HIP HOP“ und unter ihm unterstrichen „fuck racism“ steht. Unmittelbar darunter ist der Albumtitel enthalten und die Namen der Gastrapper des Albums. Das Artwork wurde von Mad Cap angefertigt.

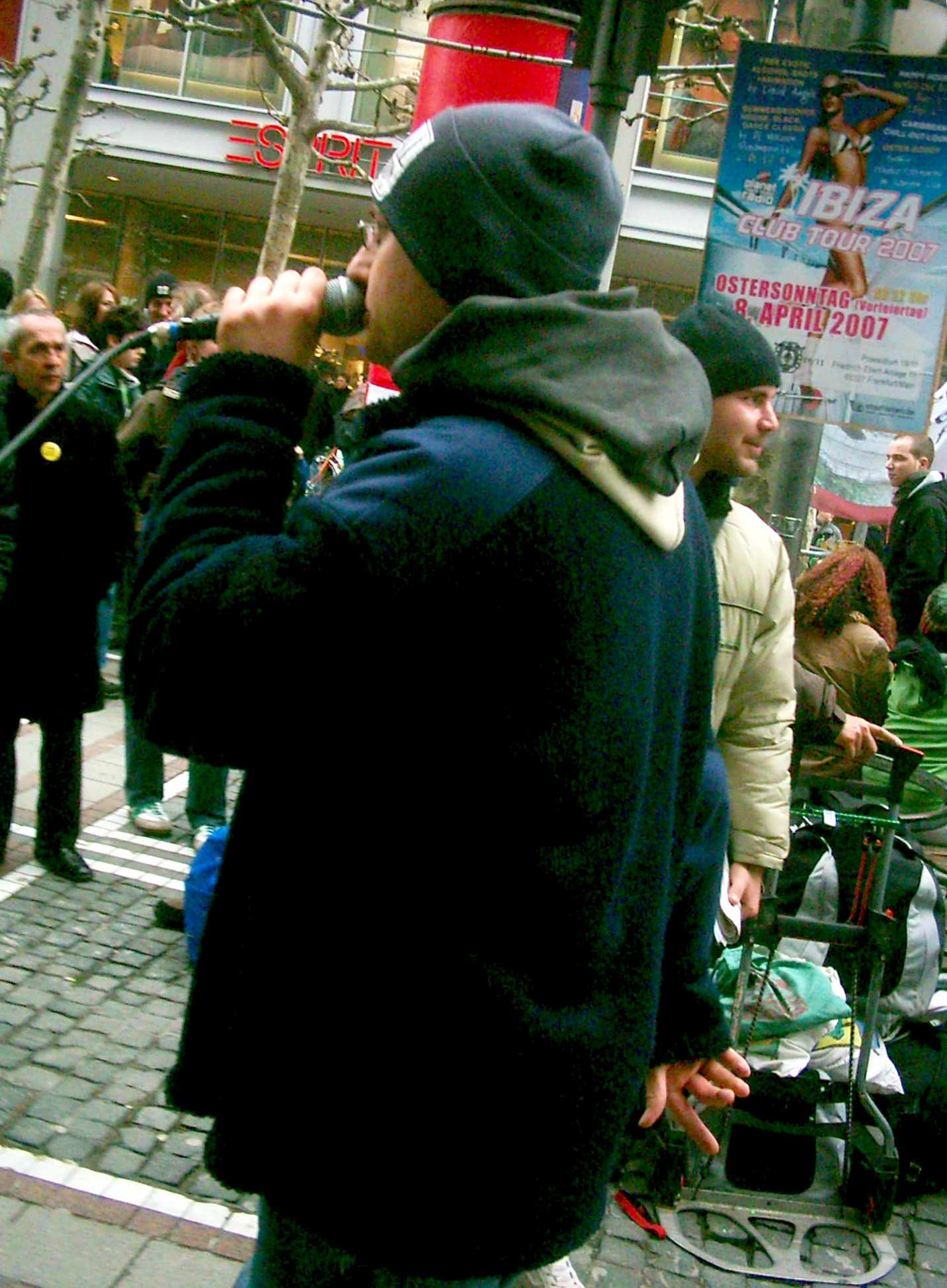
Albino

Das Booklet, das hauptsächlich in den Farben weiß und gelb gehalten ist, sind Fotos von Albino, Mad Cap und den Gastrappern zu sehen sowie die Entstehungsgeschichte einschließlich der Beweggründe für die Entstehung des Albums. Darüber hinaus sind die Texte zu Brief an den Feind, Blindgänger, Überall und Unser Horizont enthalten, ebenso werden rechtsextreme Symbole erklärt.

## Promotion
Zu dem Stück Unser Horizont wurde 2009 ein Video gedreht. Es zeigt die beiden Künstler abwechselnd vor Kulissen einer Stadt sowie vor einer schneebedeckten Berglandschaft. Das Video existiert auch in einer nachträglich entstandenen Remix-Version von Madstorm.
Ein Jahr nach Erscheinen des Albums veröffentlichten Plan 88 einen Exclusiv Song, Haus der Pein – Free Mumia, auf dem Solidaritätssampler Rage Against The Death Machine für Mumia Abu Jamal.

## Texte
Das Album ist stilistisch dem Conscious Rap zuzuordnen. Die Texte sind alle sehr politisch gehalten und werden sehr energisch vorgetragen; oftmals ist ebenso ein gewisser Sarkasmus herauszuhören. Von allen Alben, an denen Albino bisher mitgewirkt hat, stellt 88 Is Great das Aggressivste dar.
Genau wie der Titeltrack war auch Geigenkracher auf Albinos Soloalbum Überlebenstraining enthalten. Leben und Sterben, auf dem Callya und Chaoze One mitrappen, erschien bereits vier Monate zuvor auf Callyas Album Vergessenes Feuer. In ihm geht es um den Kreislauf des Lebens und stellt zugleich eines der ruhigeren Lieder dar, ebenso wie Unser Horizont.
Ein wiederkehrendes Thema auf dem Album ist Rechtsextremismus. Neben dem Titelstück setzt sich auch Brief an den Feind mit diesem Sachverhalt auseinander. Dabei wird ein nicht näher bestimmter Neonazi angesprochen und ihm dargelegt, wie verachtenswert seine Weltsicht sei.

## Rezeption
Das Album erhielt überwiegend positive Kritiken. Das linke Internetportal roteboerde.de charakterisierte das Album als „politisch, provozierend, emotional und authentisch“ und kommt zu folgendem Fazit: „Die ‚88‘ als Nazisymbolik wird abgelöst durch eine kreative, positive und lebensbejahende Kraft: HipHop!“